# Подкина (Свердловская область)
Подкина — деревня в Алапаевском районе Свердловской области России, входящая в Махнёвское муниципальное образование.

## Географическое положение
Деревня Подкина расположена в 65 километрах (в 92 километрах по автодороге) к северу от города Алапаевска, на левом берегу реки Тагил.

## Население
| 2002 | 2010 |
| ---- | ---- |
| 44   | ↘32  |